# Ajo caliente

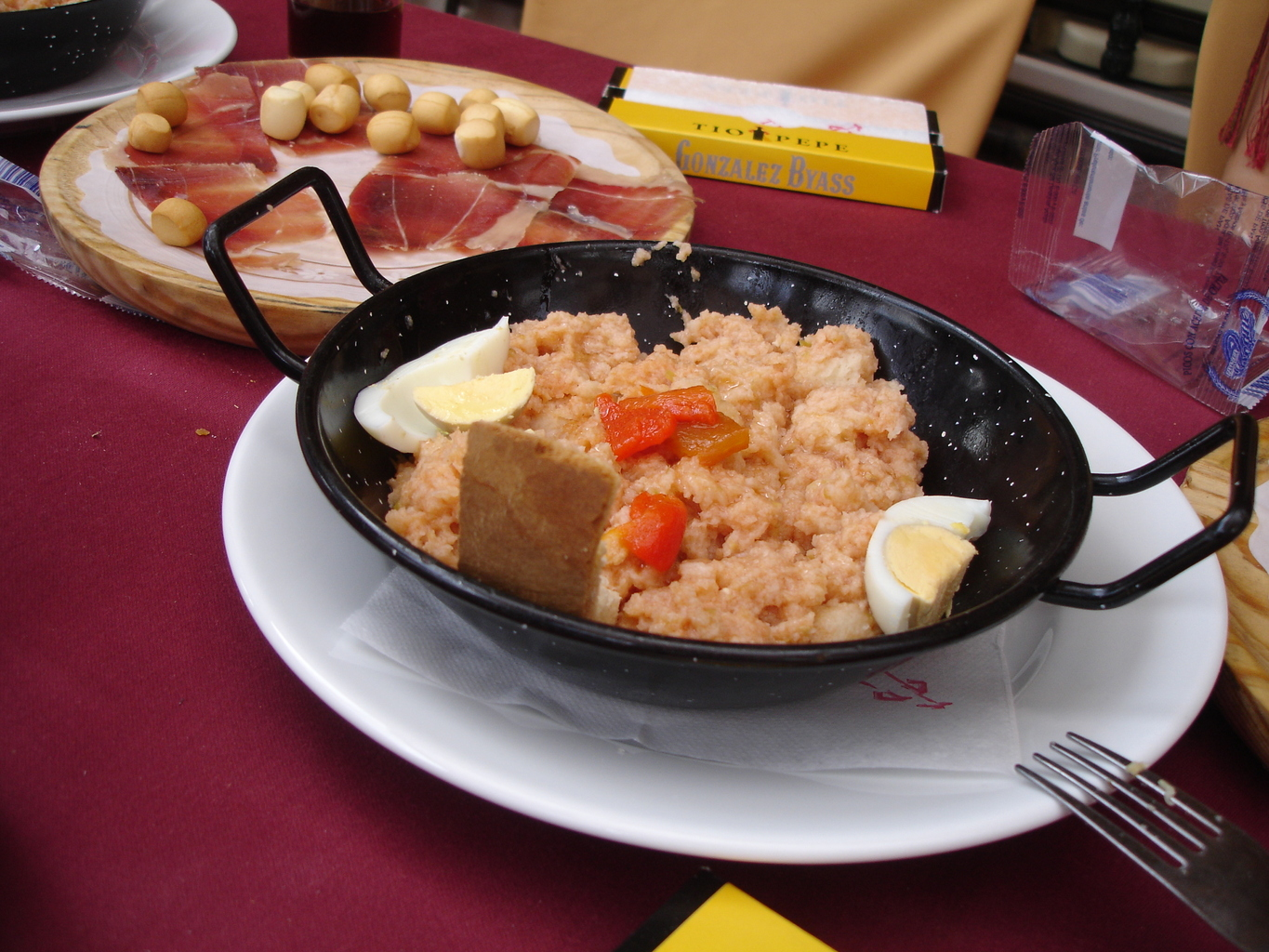
Tapa de ajo caliente presentado en una sartén.

El ajo caliente o ajo campero es un plato típico del campo andaluz. Como casi en toda su cocina es un plato de los llamados baratos, de reducido coste e ingredientes. No cabe duda de que a lo largo del tiempo ha ido evolucionando en paralelo con la situación económica, ampliándose su gama de ingredientes con otros productos.
Entre los ingredientes habituales figuran el ajo, tomates, pimientos, pan, y aceite de oliva. Sin embargo, como en el caso del ajo de viña, del ajo blanco y de otros ajos consistentes en una especie de puré, el nombre de ajo no deriva de la planta sino del verbo ajar, procedente del latín allevare, que desde el siglo I significa mezclar varios ingredientes triturándolos y majándolos hasta conseguir una masa espesa y fina sin trozos ni grumos, si bien la errónea asociación etimológica con la planta ha provocado que esta acabe siendo considerada como un ingrediente esencial.

## Degustación
Para su degustación en Jerez de la Frontera existe la llamada «ruta de las ventas», situada en la carretera de Trebujena y Morabita. El ajo en estas ventas se degusta acompañado de un buen mosto de vino de Jerez, además de acompañado con productos del cerdo como el chorizo, la morcilla y la butifarra.

## Consumo
Se suele tomar acompañado con rábano o pimiento verde.

## Variantes
Al ajo caliente se le viene añadiendo, para enriquecerlo, otros productos entre los que se encuentra pimientos asados, huevos duros cortado, jamón cortado a taquitos, etc.; aunque el ajo tradicional no lleva ningún añadido.